# Metabolismo de los ácidos grasos
El término metabolismo de los ácidos grasos refiere a un grupo de procesos metabólicos que involucran a los ácidos grasos; dentro de estos procesos, existe una serie de procesos catabólicos, es decir que generan energía; y a un grupo de procesos anabólicos, es decir que crean moléculas de importancia biológica tales como triglicéridos, fosfolípidos, segundos mensajeros, hormonas locales y cuerpos cetónicos.
Los ácidos grasos son una familia de moléculas clasificadas dentro del grupo de los macronutrientes lipídicos. Uno de los roles que desempeñan los ácidos grasos en el metabolismo animal es la producción de energía, capturada en forma de adenosina trifosfato (ATP). Al ser comparado con otras clases de macronutrientes (carbohidratos y proteínas), los ácidos grasos producen la mayor cantidad de ATP en relación con su peso luego de ser completamente oxidados a CO
2 y agua en la β-oxidación y el ciclo del ácido cítrico. Por este motivo los ácidos grasos (principalmente en la forma de triglicéridos) son la forma más eficiente de almacenaje de combustible en los animales, y en menor medida en las plantas. Adicionalmente, los ácidos grasos son importantes componentes de los fosfolípidos que forman las bicapas lipídicas, que es de lo que están formadas las membranas celulares de casi todas las células y las membranas que forman los organelos dentro de las células, tales como el núcleo, mitocondrias, retículo endoplasmático, y el aparato de Golgi. Los ácidos grasos también pueden ser escondidos o parcialmente escindidos de los compuestos que forman la membrana celular para formar segundos mensajeros en el interior de la célula, y hormonas locales en la inmediata vecindad de la célula. Las prostaglandinas, formadas a partir del ácido araquidónico almacenado en la membrana celular, probablemente sean el grupo mejor conocido de estas hormonas locales.

## Catabolismo de los ácidos grasos

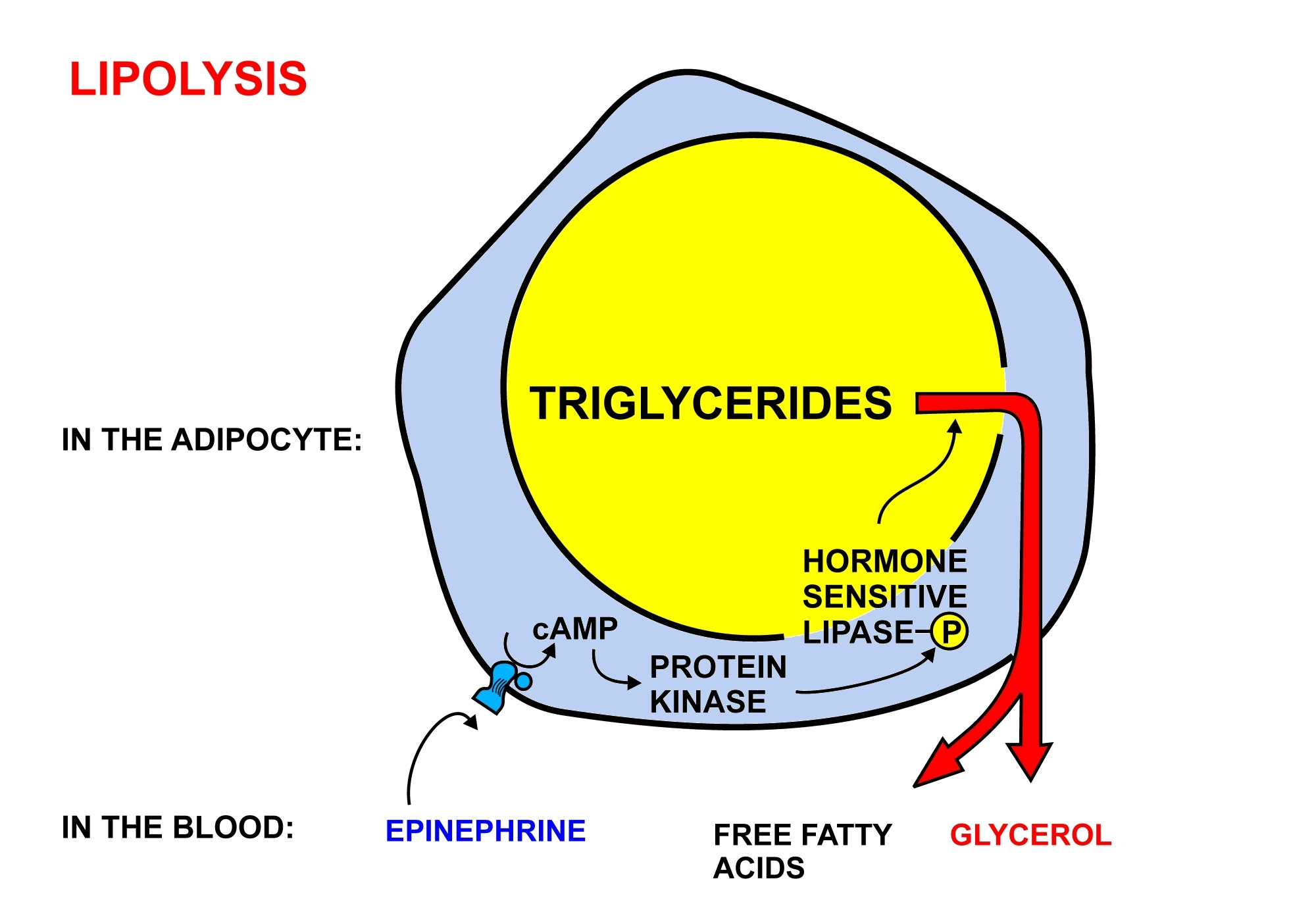
Una diagrama ilustrativo del proceso de lipólisis (en un adipocito) inducida por un nivel alto de epinefrina y un nivel bajo de insulina en la sangre. La epinefrina se une a los receptores beta adrenérgicos en la membrana celular del adipocito, lo que causa que se genere AMPc en el interior de la célula. El AMPc activa una proteína kinasa, la cual fosforila (y de esta forma activa) a la lipasa sensible a hormonas en el adipocito. Esta lipasa escinde a los ácidos grasos de su unión con glicerol en la gota de grasa almacenada en el adipocito. Los ácidos grasos libres y el glicerol luego se liberan hacia la sangre. Sin embargo estudios más recientes muestran que la triglicérido lipasa de los adipocitos primero tiene que convertir a los triacilgliceroles en diacilgliceroles, y luego es la lipasa sensible a hormonas la que convierte los diacilgliceroles en monoacilgliceroles y ácidos grasos libres. Los monoglicéridos finalmente son hidrolizados por la monoglicérido lipasa. La actividad de la lipasa sensible a hormonas se encuentra regulada por las hormonas insulina, glucagón, norepinefrina, y epinefrina, como se muestra en el diagrama.

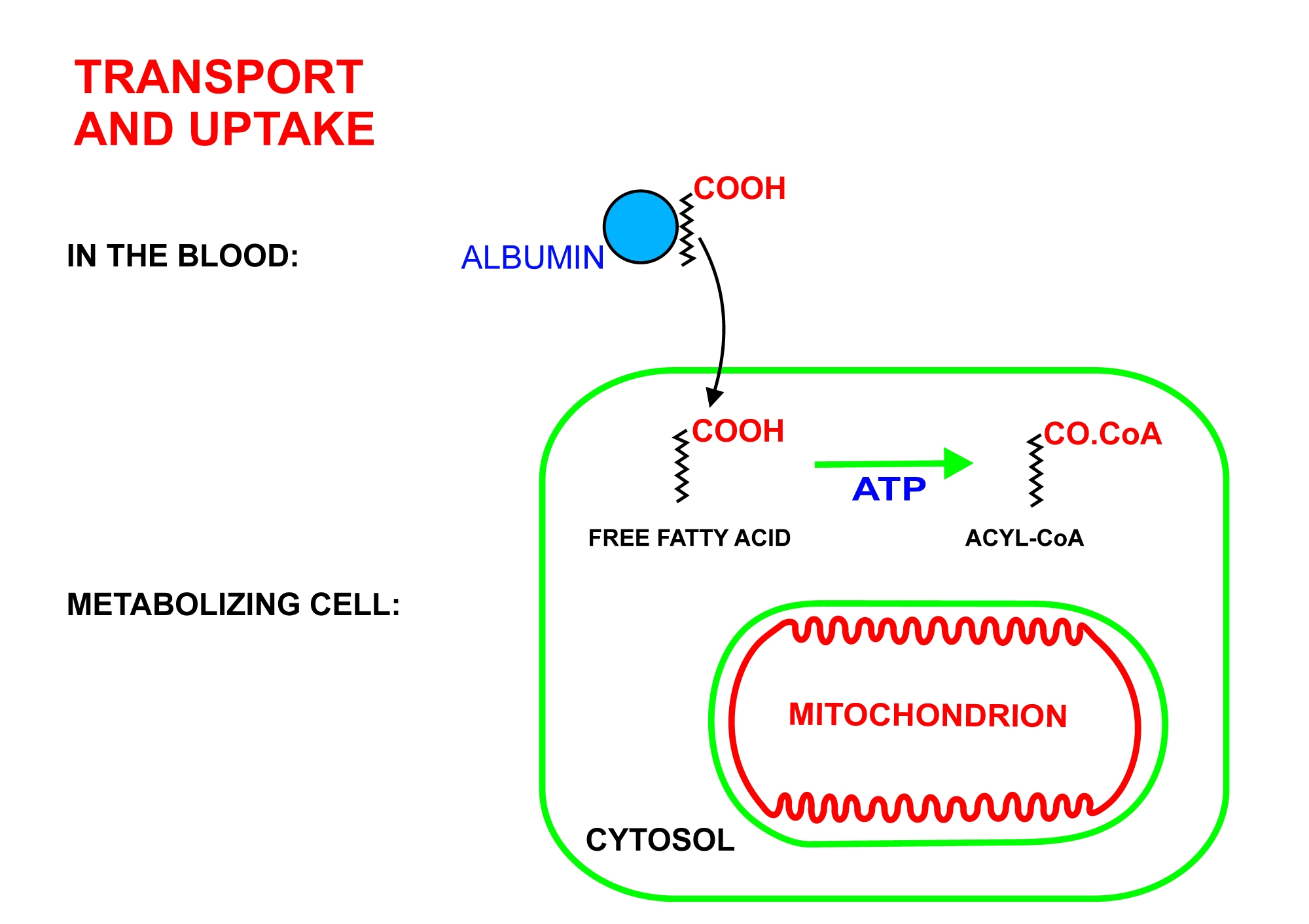
Un diagrama ilustrativo del transporte de ácidos grasos libres en la sangre unidos a la albúmina sérica, su difusión a través de la membrana celular utilizando una proteína transportadora, y su activación, usando ATP, para formar acil-CoA en el citosol. El diagrama, para propósitos ilustrativos, cuenta solo con ácidos grasos de 12 carbonos. La mayor parte de los ácidos grasos en el plasma humano tienen una longitud de 16 o 18 átomos de carbono.

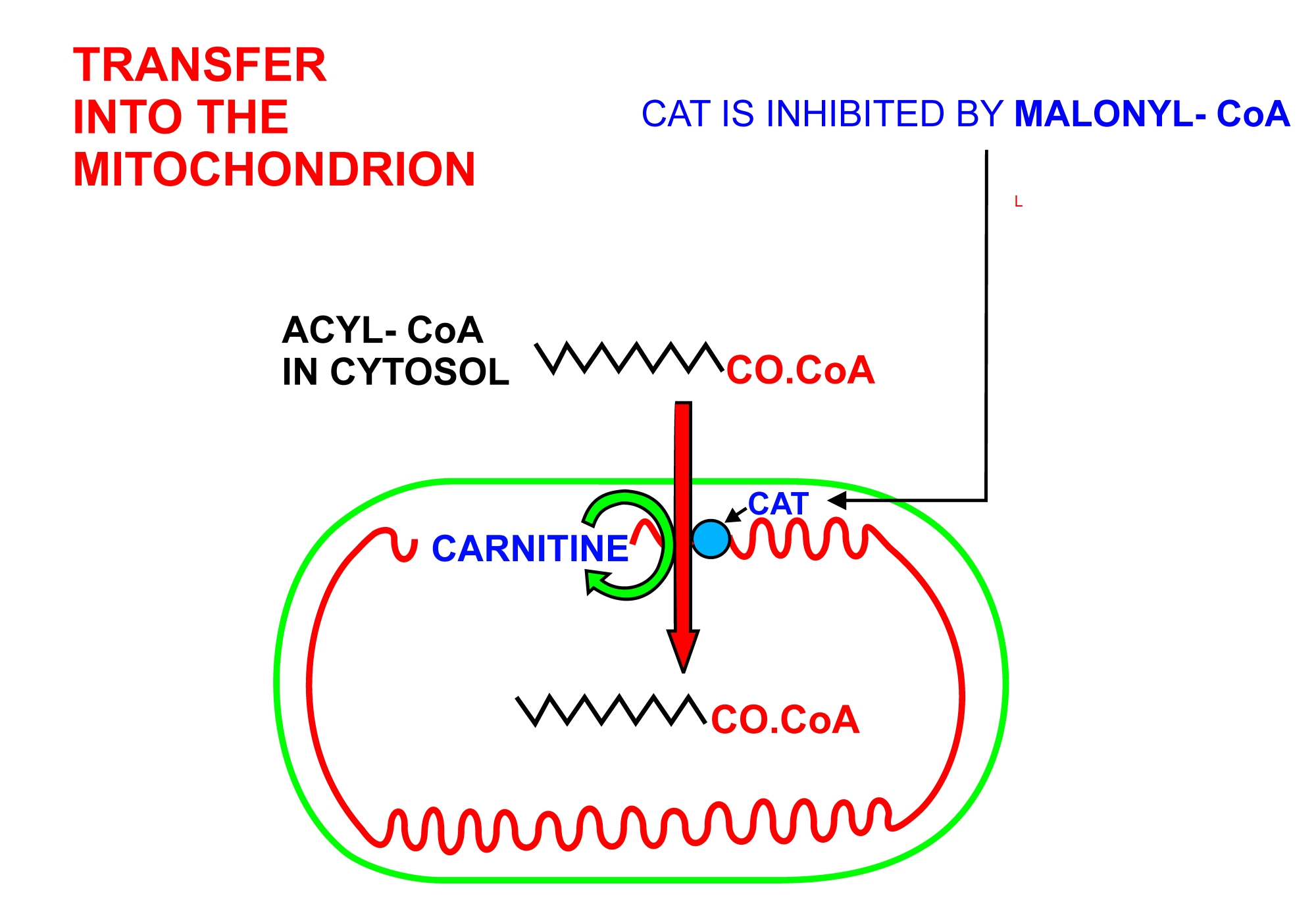
Un diagrama ilustrativo de la transferencia de una molécula de acil-CoA a través de la membrana interna de la mitocondria por la carnitina-acil-CoA transferasa (CAT). La cadena de acilo mostrada, para propósitos didácticos, cuenta con sólo 12 átomos de carbono. La mayor parte de los ácidos grasos en el plasma tienen 16 o 18 átomos de carbono. La CAT se inhibe por altas concentraciones de malonil-CoA (el primer compuesto comprometido en la vía de síntesis de ácidos grasos) en el citoplasma. Esto significa que la síntesis de ácidos grasos y el catabolismo de los ácidos grasos no pueden ocurrir simultáneamente en cualquier célula dada.

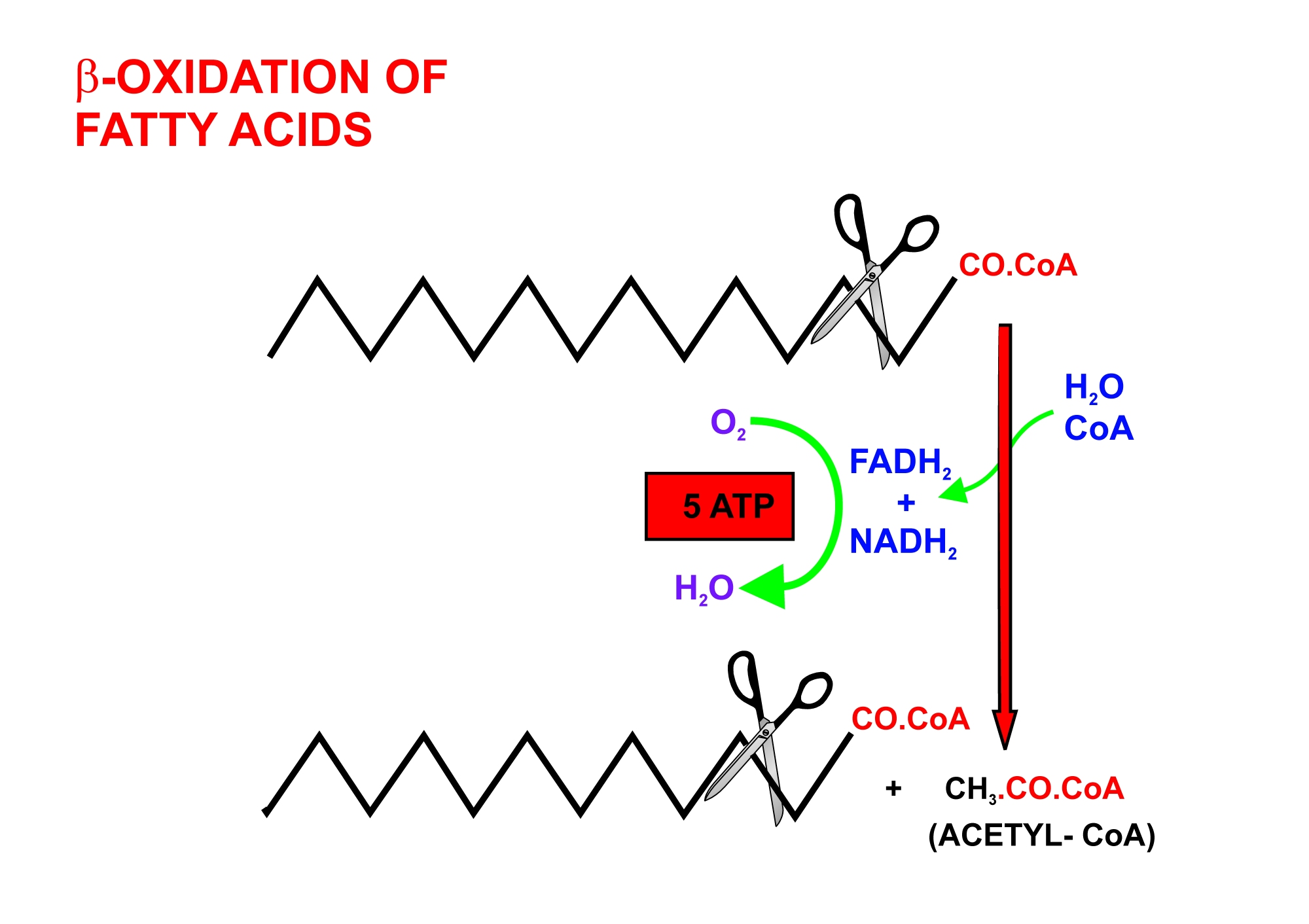
Un diagrama ilustrativo del proceso de beta-oxidación de una molécula de acil-CoA en la matriz mitocondrial. Durante este proceso se forma una molécula de acil-CoA que es 2 átomos de carbono más corta que al comienzo, también se obtienen acetil-CoA, agua y 5 moléculas de ATP. Este proceso se repite hasta que toda la molécula de acil-CoA se reduce a un grupo de moléculas de acetil-CoA.

Los ácidos grasos se liberan, entre comidas, de sus depósitos en el tejido adiposo, donde se encuentran almacenados en forma de triglicéridos, en un proceso que ocurre como se detalla a continuación:
- Lipólisis, la separación de las cadenas de ácidos grasos del glicerol al cual se encuentran unidas en su forma de almacenamiento como triglicéridos (grasas), es llevada a cabo por lipasas. Estas lipasas se activan por niveles altos de epinefrina o glucagón en la sangre (o norepinefrina secretada por el sistema nervioso simpático en el tejido adiposo), cuando los niveles de glucosa luego de las comidas comienzan a bajar, lo que simultáneamente disminuye los niveles de insulina en la sangre.[1]

1. Una vez liberados del glicerol, lo ácidos grasos libres entran a la sangre, la cual los transporta unidos a la albúmina plasmática a través de todo el organismo.[4]
2. Los ácidos grasos de cadena larga entran a las células que van a metabolizarlos (la mayor parte de las células del organismo excepto glóbulos rojos y neuronas del sistema nervioso central) a través de proteínas transportadoras específicas, tales como la familia de proteínas transportadoras de ácidos grasos SLC27.[5][6] Los glóbulos rojos no contienen mitocondrias, y por lo tanto no pueden metabolizar ácidos grasos, los tejidos del sistema nervioso central no pueden hacer uso de los ácidos grasos, a pesar de que contienen mitocondrias, porque los ácidos grasos no pueden cruzar la barrera hematoencefálica hacia el fluido intersticial que baña a estas células.
3. Una vez dentro de las células, la enzima ácido-graso-de-cadena-larga-CoA ligasa cataliza la reacción de una molécula de ácido graso con ATP para producir un adenilato de ácido graso, AMP y fosfato inorgánico; el adenilato de ácido graso reacciona con Coenzima A libre para producir una molécula de acil-CoA.

- Para que el acil-CoA pueda entrar a la mitocondria debe hacer uso de la lanzadera de carnitina:[7][8][9]

1. El acil-CoA es transferido al grupo hidoxilo de la carnitina por medio de la enzima carnitina palmitoiltransferasa I, localizada en la caras citosólicas de la membrana mitocondrial externa y de la membrana mitocondrial interna.
2. El aducto acil-carnitina es lanzado hacia el interior por medio de la carnitina-acilcarnitina translocasa, mientras que la carnitina es lanzada hacia el exterior.
3. La acil-carnitina es convertida nuevamente en acil-CoA por la enzima carnitina palmitoiltransferasa II, localizada en la cara interior de la membrana mitocondrial interna. La carnitina liberada es nuevamente lanzada hacia el citosol, mientras que una nueva molécula de acil-CoA es lanzada hacia la matriz mitocondrial.

- La beta oxidación, en la matriz mitocondrial, finalmente corta las largas cadenas carbonadas de los ácidos grasos (en la forma de moléculas de acil-CoA) en una serie de unidades de acetato, las cuales, combinadas con coenzima A forman moléculas de acetil-CoA, las que a su vez se condensan con oxaloacetato para formar citrato al comienzo del ciclo del ácido cítrico.[2] Resulta conveniente pensar en esta reacción como en el punto de inicio del ciclo, ya que es el punto donde el ciclo es alimentado con acetil-CoA, cuyo grupo acetato será disipado como CO
2 y H
2O con la liberación de una sustancial cantidad de energía capturada en forma de ATP, durante cada vuelta del ciclo.

Brevemente, los pasos de la β-oxidación (la ruptura inicial de los ácidos grasos libres para formar acetil-CoA) son los siguientes:
1. Deshidrogenación por medio de la acil-CoA deshidrogenasa, produciendo 1 FADH
2
2. Hidratación por medio de la enoil-CoA hidratasa
3. Deshidrogenación por medio de la 3-hidroxiacil-CoA deshidrogenasa, produciendo 1 NADH + H+
4. Escisión por medio de la tiolasa, produciendo 1 acetil-CoA y un ácido graso que ahora es 2 carbonos más corto que el original, (produciendo de esta forma un nuevo acil-CoA que es dos carbonos más corto)

Esta reacción de β-oxidación se repite hasta que el ácido graso ha sido completamente reducido a acetil-CoA o, en el caso ácidos grasos con un número extraño de átomos de carbono, acetil-CoA y 1 molécula de propionil-CoA por molécula de ácido graso. Cada corte  β-oxidativo de la molécula produce 5 moléculas de ATP.
- El acetil-CoA producido por la β-oxidación ingresa al ciclo del ácido cítrico en la mitocondria al combinarse con oxaloacetato para formar citrato. Esto desemboca en la combustión completa de la molécula de acetil-CoA con CO
2 y agua como productos. La energía liberada en este proceso termina siendo capturada en forma de 1 molécula de GTP y 11 moléculas de ATP por cada molécula de acetil-CoA oxidada.[2][7]

Este es el destino del acetil-CoA donde sea que la β-oxidación de los ácidos grasos ocurra, excepto bajo ciertas circunstancias en el hígado. En el hígado el oxaloacetato puede ser parcialmente o totalmente desviado hacia la vía de la gluconeogénesis durante el ayuno prolongado, emaciación, una dieta baja en carbohidratos, ejercicio extenuante prolongado, y en la diabetes mellitus tipo 1 descontrolada. Bajo estas circunstancias el oxaloacetato se hidrogena para formar malato el cual sale de la mitocondria para ser convertido en glucosa en el citoplasma de las células hepáticas, desde donde es liberado hacia la sangre. En el hígado, por lo tanto, cuando un proceso de gluconeogénesis significativo ha sido estimulado por un nivel bajo o ausente de insulina y un nivel alto de glucagón en sangre el oxaloacetato no se encuentra disponible para condensarse con acetil-CoA. En estas condiciones el acetil-CoA es desviado hacia la formación de acetoacetato y beta-hidroxibutirato. El acetoacetato, el beta-hidroxibutirato y su producto de degradación espontáneo, la acetona, se conocen frecuentemente (aunque un tanto equivocadamente) como cuerpos cetónicos (ya que no son "cuerpos" para nada, sino sustancias químicas solubles en agua). Los cuerpos cetónicos son liberados por el hígado hacia la sangre. Todas las células con mitocondrias pueden tomar los cuerpos cetónicos de la sangre y reconvertirlos en acetil-CoA, el que puede ser utilizado como combustible en sus ciclos del ácido cítrico, ningún otro tejido puede derivar su oxaloacetato hacia la vía gluconeogénica como lo hace el hígado. A diferencia de los ácidos grasos libres, los cuerpos cetónicos pueden atravesar la barrera hematoencefálica, y encontrarse disponibles para ser utilizados como combustible por las células del sistema nervioso central, actuando como sustitutos de la glucosa de la cual estas células normalmente viven. La situación donde aparecen niveles elevados de cuerpos cetónicos en la sangre durante el ayuno prolongado, dieta baja en carbohidratos, ejercicio pesado prolongado y diabetes tipo 1 descontrolada, se conoce como cetosis, y, en su forma extrema, como aparece en la diabetes tipo 1 sin control, se denomina cetoacidosis.
El glicerol liberado por la acción de la lipasa es fosforilado por una glicerol quinasa en el hígado (el único tejido donde puede ocurrir esta reacción) y el glicerol 3-fosfato resultante se oxida a dihidroxiacetona fosfato. La enzima glicolítica triosa fosfato isomerasa convierte este compuesto en gliceraldehído 3-fosfato, el cual se oxida por la vía de la glicólisis, o puede ser convertido en glucosa por la vía de gluconeogénesis.

### Ácidos grasos como fuente de energía

Ejemplo de una grasa no saturada triglicérida. A la izquierda: glicerol, a la derecha de arriba hacia abajo: ácido palmítico, ácido oléico, ácido alfa-linolénico. Fórmula química:

Los ácidos grasos, almacenados en forma de triacilgliceroles en un organismo, son una fuente muy importante de energía debido a que se encuentran en estado tanto reducido como anhidro. La energía que se obtiene de un gramo de ácidos grasos es de aproximadamente 9 kcal (37 kJ), comparado con las 4 kcal (17 kJ) por gramo de carbohidrato. Debido a que la porción hidrocarbonada de los ácidos grasos es hidrofóbica, estas moléculas pueden ser almacenadas en un ambiente relativamente anhidro (libre de agua). Los carbohidratos, por otra parte, se encuentran mucho más hidratados. Por ejemplo, 1 gramo de glucógeno puede unir aproximadamente 2 g de agua lo que se traduce a 1,33 kcal/g de compuesto hidratado. Esto significa que los ácidos grasos pueden almacenar más de seis veces la cantidad de energía por unidad de masa que almacenan los carbohidratos. Puesto de otra forma, si el cuerpo humano dependiera de los carbohidratos para almacenar energía, una persona necesitaría acarrear con 31 kg de glucógeno hidratado para tener una reserva de energía equivalente a 4,6 kg de grasas.
Los animales que hibernan proveen un buen ejemplo de la utilización de estas reservas como combustible. Por ejemplo, los osos hibernan durante aproximadamente 7 meses, y, durante todo este período, la energía que utilizan se deriva de la degradación de reservas grasas. En forma similar, las aves migratorias almacenan grandes reservas de grasas antes de embarcarse en sus viajes intercontinentales.
Las reservas de grasas de un adulto humano joven promedio rondan aproximadamente los 10–20 kg, pero varía ampliamente dependiendo de la edad, género y disposiciones individuales. En contraste el cuerpo humano almacena sólo unos 400 g de glucógeno, de los cuales 300 g se encuentran bloqueados en el interior de los músculos esqueléticos, siendo por lo tanto inalcanzables para el resto del organismo. Esos aproximadamente 100 g de glucógeno almacenados en el hígado se consumen con apenas un día de inanición. Luego de esto la glucosa que es liberada a la circulación sanguínea por el hígado para el uso general de los tejidos del organismo, tiene que ser sintetizada a partir de los aminoácidos glucogénicos y un par de otros sustratos gluconeogénicos, entre los cuales no se incluyen los ácidos grasos.

### Los animales pueden sintetizar carbohidratos de la porción glicerol de los triglicéridos pero no de la porción de los ácidos grasos
Los ácidos grasos se metabolizan para producir acetil-CoA por medio del mecanismo de beta-oxidación dentro de las mitocondrias, mientras que los ácidos grasos se sintetizan a partir de acetil-CoA por fuera de la mitocondria, en el citosol. Las dos vías son diferentes, no solo en el lugar donde ocurren, sino en las reacciones implicadas, y en los sustratos empleados. Las dos vías son mutuamente inhibitorias, previniendo que el acetil-CoA producido por la beta-oxidación pueda entrar a la vía de síntesis de ácidos grasos por medio de la reacción catalizada por la enzima acetil-CoA carboxilasa. El acetil-CoA tampoco puede ser convertido a piruvato ya que la reacción catalizada por la piruvato descarboxilasa es irreversible. En cambio, el acetil-CoA producido por la beta-oxidación de los ácidos grasos se condensa con oxaloacetato, para entrar al ciclo del ácido cítrico. Durante cada vuelta del ciclo, dos carbonos abandonan el ciclo en forma de CO
2 en la reacción de descarboxilación catalizadas por la isocitrato deshidrogenasa y la alfa-cetoglutarato deshidrogenasa. Por lo tanto, cada vuelta del ciclo del ácido cítrico oxida una unidad de acetil-CoA mientras regenera la molécula de oxaloacetato con la cual el acetil-CoA se unió originalmente para producir ácido cítrico. La reacción de descarboxilación ocurre antes que se forme el malato en el ciclo. Esta es la única sustancia que puede ser retirada de la mitocondria para entrar a la vía gluconeogénica para formar glucosa o glucógeno en el hígado o en cualquier otro tejido. Debido a esto no puede haber una conversión neta de ácidos grasos hacia glucosa.
La energía almacenada en las grasas, por lo tanto, se extrae directamente por medio de la beta-oxidación de los ácidos grasos, y por su combustión en el ciclo del ácido cítrico, y nunca por su conversión a carbohidratos.
El glicerol liberado a la circulación sanguínea durante la lipólisis de los triglicéridos en el tejido adiposos solamente puede ser tomado por el hígado. En ese órgano se convierte en glicerol 3-fosfato por la acción de la glicerol quinasa la cual hidroliza una molécula de ATP por cada molécula de glicerol que resulta fosforilada. El glicerol 3-fosfato luego se oxida a dihidroxiacetona fosfato, la cual es, en cambio, convertida en gliceraldehído 3-fosfato por medio de la enzima triosa fosfato isomerasa. A partir de este punto, los tres átomos de carbono de la molécula original de glicerol pueden seguir la vía de la glucólisis para ser totalmente oxidados, o convertirse en glucosa por la vía de la gluconeogénesis.
Únicamente las plantas poseen las enzimas necesarias para convertir al acetil-CoA en oxaloacetato a partir del cual puede formarse malato que en última instancia puede ser convertido en glucosa.

## Otros usos y funciones de los ácidos grasos

### Señalización intracelular

Estructura química del diglicérido 1-palmitoil-2-oleoil-glicerol

Los ácidos grasos son parte integral de los fosfolípidos que forman la mayor parte de las membranas plasmáticas de las células. Estos fosfolípidos pueden ser escindidos en diacilglicerol (DAG) e inositol trifosfato (IP
3) a través de la hidrólisis de los fosfolípidos, y fosfatidilinositol 4,5-bisfosfato (PIP
2), por la enzima fosfolipasa C (PLC) que se encuentra unida a la membrana.
Un ejemplo de diacilglicerol se muestra a la derecha de estas líneas. Este DAG es el 1-palmitoil-2-oleoil-glicerol, el cual contiene cadenas laterales derivadas del ácido palmítico y del ácido oleico. Los diacilgliceroles pueden tener otras combinaciones de ácidos grasos unidas a las posiciones C1 y C2 o a las posiciones C1 y C3 de la molécula de glicerol. Los diacilgliceroles con sustitución 1,2 siempre son quirales; mientras que los gliceroles disustituidos 1,3 son quirales si los sustituyentes son distintos entre sí.
El inositol trifosfato (IP

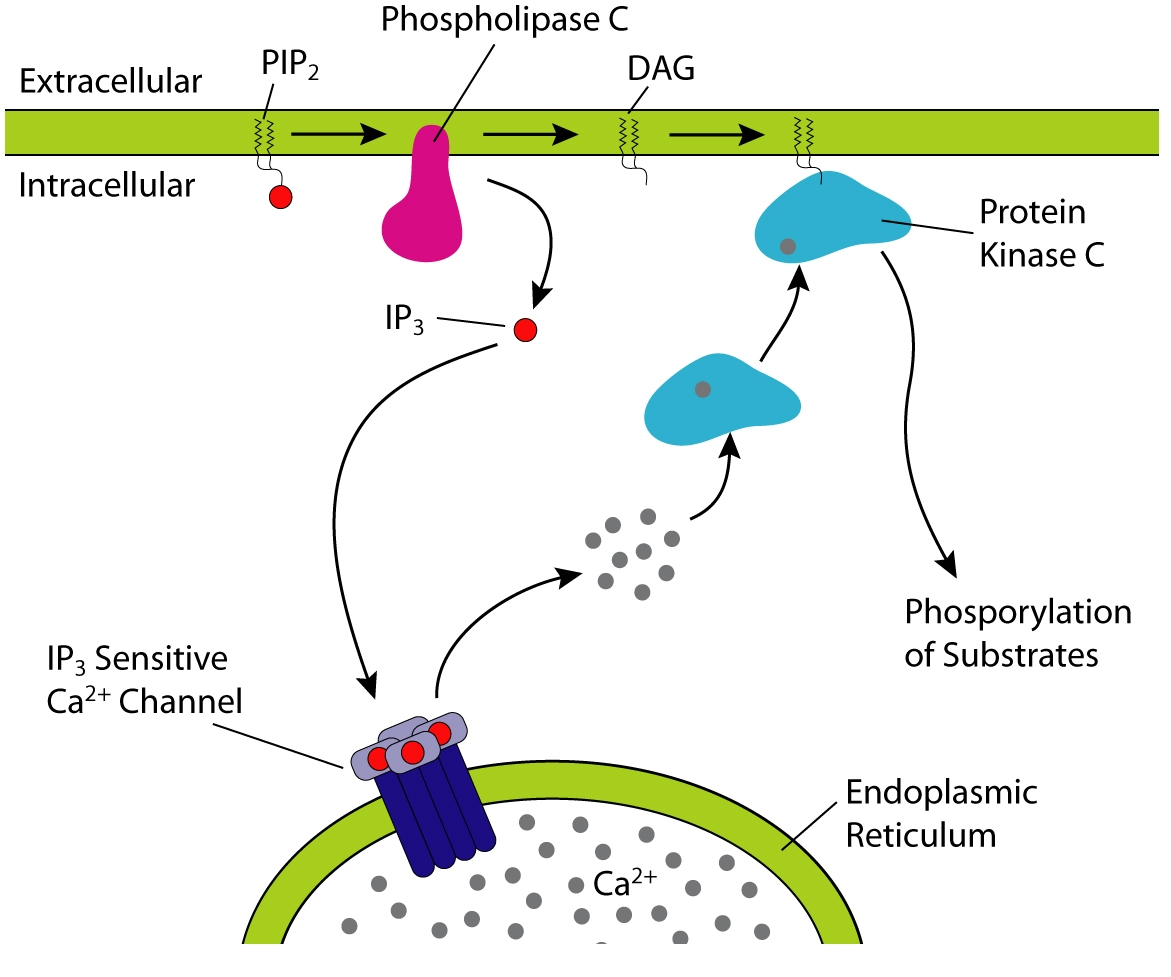
Ruptura del para formar y DAG. El inicia la liberación de calcio intracelular, mientras que el DAG activa una PKC (proteína quinasa C). Nota: La PLC (fosfolipasa C) no es un intermediario, como posiblemente podría sugerir este diagrama, sino que es la enzima que cataliza la separación de /DAG.

3) actúa como segundo mensajero intracelular, iniciando la liberación intracelular de iones calcio (el cual a su vez activa diversas enzimas intracelulares, causa la liberación de hormonas y neurotransmisores de las células en las cuales se encuentran almacenados, y causa la contracción del músculo liso cuando se libera por la acción del IP
3), y la activación de proteína quinasa C (PKC); la cual es entonces translocada desde el citoplasma la membrana celular. Aunque el inositol trifosfato (IP
3), difunde hacia el citosol, el diacilglicerol (DAG) permanece en el interior de la membrana plasmática debido a sus propiedades hidrofóbicas. El IP
3 estimula la liberación de iones calcio del retículo endoplasmático liso, mientras que el DAG es un activador fisiológico de la proteína quinasa C (PKC), promoviendo su traslocación desde el citosol hacia la membrana plasmática. La PKC es una proteína quinasa multifuncional que es capaz de fosforilar residuos de serina y treonina en muchas proteínas blanco. Sin embargo la PKC solamente es activa en presencia de iones calcio, y es por eso que el DAG aumenta la afinidad de la PKC por el Ca2+
 y de esta forma se activa a los niveles intracelulares fisiológicos de este ion.
El diacilglicerol y el IP
3 actúan momentáneamente debido a que son rápidamente metabolizados. Esto es importante ya que la función de su mensaje no debería persistir luego de que el mensaje ha sido "recibido" por sus moléculas diana. El DAG puede ser fosforilado para formar fosfatidato o puede ser hidrolizado a glicerol y a sus ácidos grasos constituyentes. El IP
3 rápidamente es convertido en derivados que no son capaces de provocar la apertura de los canales iónicos de calcio.

### Hormonas parácrinas eicosanoides

Ácido araquidónico

Prostaglandina E_{1} - Alprostadil

Las prostaglandinas son un grupo de compuestos lipídicos fisiológicamente activos que presentan diversos efectos similares a los de las hormonas en los mamíferos. Se han encontrado prostaglandinas en casi todos los tejidos humanos y de otros animales. Se derivan enzimáticamente del ácido araquidónico, un ácido graso poliinsaturado de 20 carbonos. Por lo tanto todas las prostaglandinas existentes poseen 20 átomos de carbono, incluyendo un anillo de 5 carbonos. Son una clase de los eicosanoides y de la clase de los derivados de ácidos grasos prostanoides.
Las prostaglandinas se sintetizan en la membrana celular por la escisión de araquidonato a partir de los fosfolípidos que forman la membrana. Este paso se encuentra catalizado ya sea por la fosfolipasa A
2 actuando directamente sobre los fosfolípidos de membrana, o por una lipasa actuando sobre un DAG (diacilglicerol). El araquidonato, luego es atacado por la componente ciclooxigenasa de la prostaglandina sintasa. Esta forma un anillo ciclopentanon aproximadamente a la mitad de la cadena de ácido graso. La reacción además añade 4 átomos de oxígeno derivado de dos moléculas de O
2. La molécula resultante es la prostaglandina G
2, la cual se convierte por la componente hidroperoxidasa del complejo enzimático en prostaglandina H
2. Este componente es altamente inestable y se convierte rápidamente en otras prostaglandinas, prostaciclinas y tromboxanos. Estos son finalmente liberados al fluido intersticial que rodea a la célula que ha sintetizado la hormona eicosanoide.
Si el araquidonato es atacado por la lipooxigenasa en lugar de la ciclooxigenasa, se forman leucotrienos. Estos también actúan como hormonas locales.
Originalmente se pensaba que las prostaglandinas abandonaban la célula por difusión pasiva, debido a su alta lipofilicidad. El descubrimiento del transportador de prostaglandina (PGT, SLCO2A1), la cual media la captación de prostaglandinas, demuestra que la difusión, por sí sola, no puede explicar la penetración de las prostaglandinas a través de la membrana celular. La liberación de prostaglandina, ha mostrado en la actualidad estar mediado por un transportador específico, llamado proteína de resistencia multidroga 4 (MRP4, ABCC4); la cual es miembro de la superfamilia ATP-binding cassette transporter. Si el MRP4 es el único transportador capaz de liberar prostaglandinas de las células todavía no está claro.
Las diferencias estructurales entre prostaglandinas son las responsables de sus diferentes actividades biológicas. Una prostaglandina dada, puede tener efectos diferentes e incluso opuestos en diferentes tejidos. La capacidad de una determinada prostaglandina para estimular una reacción en un tejido e inhibir la misma reacción en un tejido diferente se encuentra determinada por el tipo de receptor al cual se une la prostaglandina.
Las prostaglandinas actúan como factores autócrinos o parácrinos estando sus células diana presentes en la inmediata vecindad del sitio de secreción. Las prostaglandinas difieren de las hormonas endócrinas en que no se producen en un sitio u órgano específico, sino en muchos lugares a lo largo del organismo.
Las prostaglandinas tienen dos derivados: las prostaciclinas y los tromboxanos. Las prostaciclinas son poderosos vasodilatadores de acción local, e inhiben la agregación plaquetaria. Por medio de su rol en la vasodilatación, las prostaciclinas se encuentran además involucradas en la inflamación. Las prostaciclinas se sintetizan en las paredes de los vasos sanguíneos, y tienen la función fisiológica de prevenir la formación de coágulos innecesarios, como así también de regular la contracción del músculo liso. Conversely, thromboxanes (produced by platelet cells) are vasoconstrictors and facilitate platelet aggregation. Their name comes from their role in clot formation (thrombosis).

## Fuentes dietarias de ácidos grasos, digestión, absorción, transporte en la sangre y almacenaje

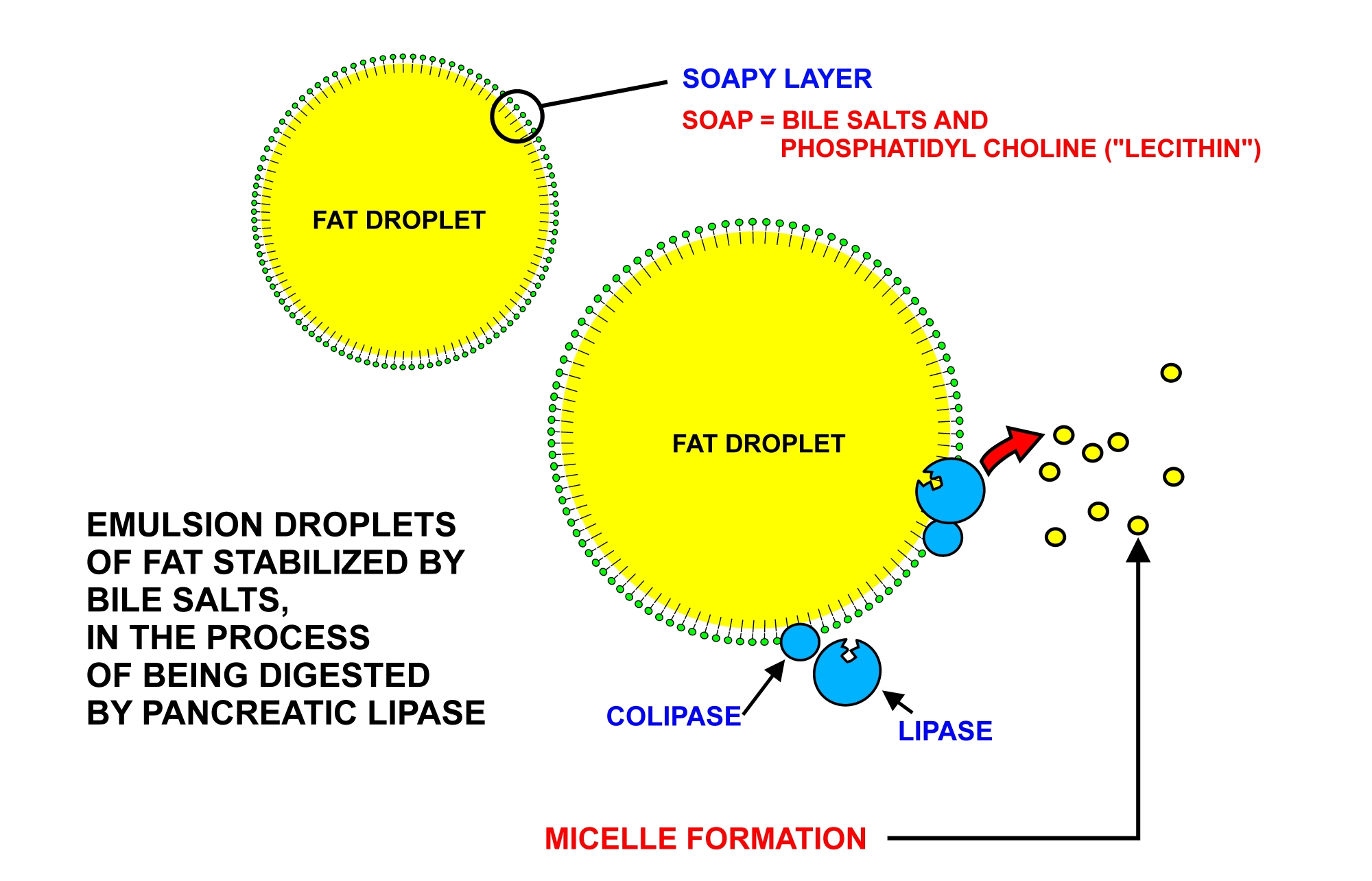
Las grasas incorporadas con la dieta son emulsificadas en el duodeno por compuestos que actúan como jabones en forma de sales biliares y fosfolípidos tales como la fosfatidilcolina. Las gotitas de grasa así formadas pueden ser entonces atacadas por la lipasa pancreática.

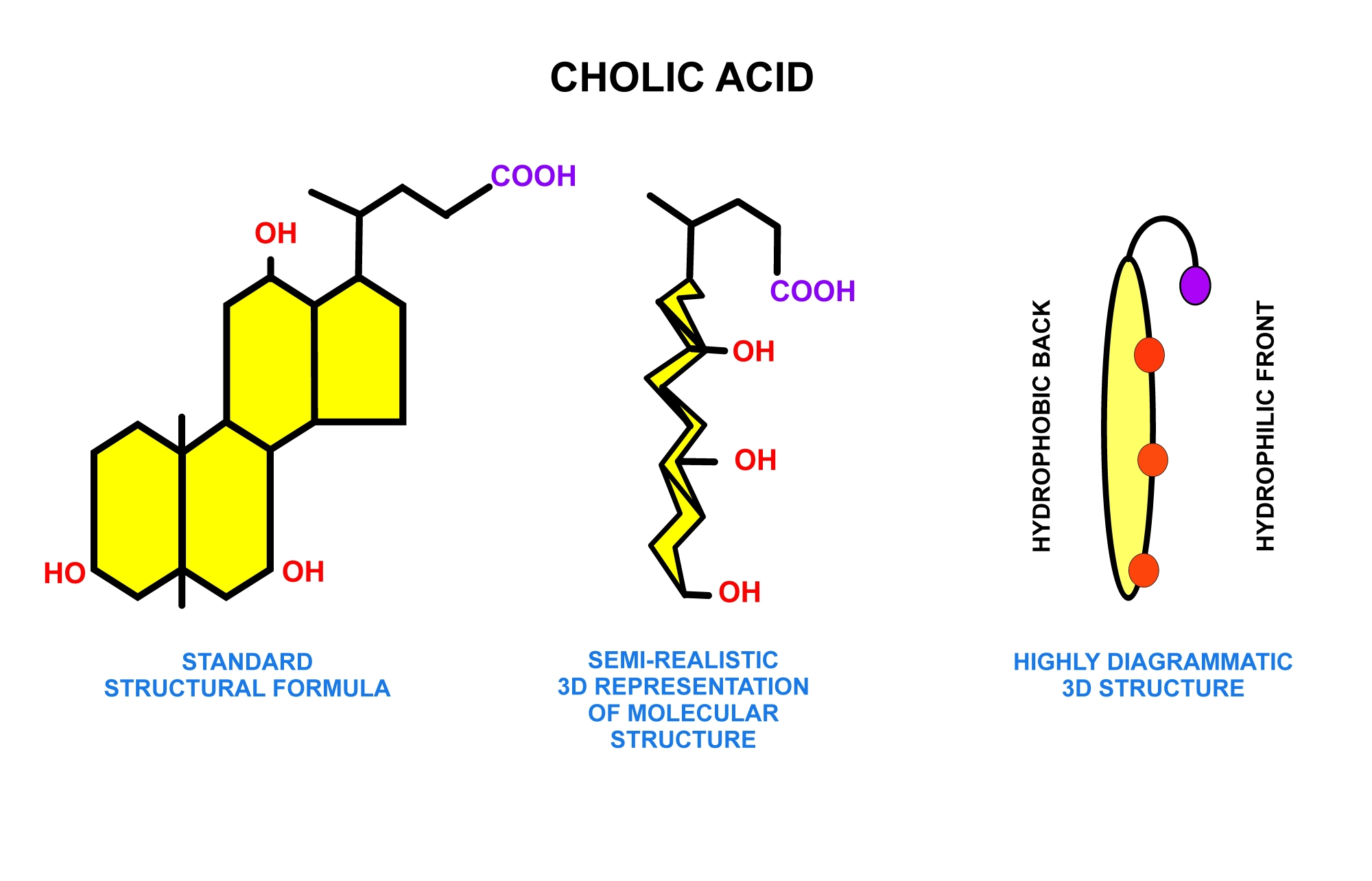
Estructura de un ácido biliar (ácido cólico), representada en forma estándar, en forma semirrealista tridimensional, y diagramática tridimensional

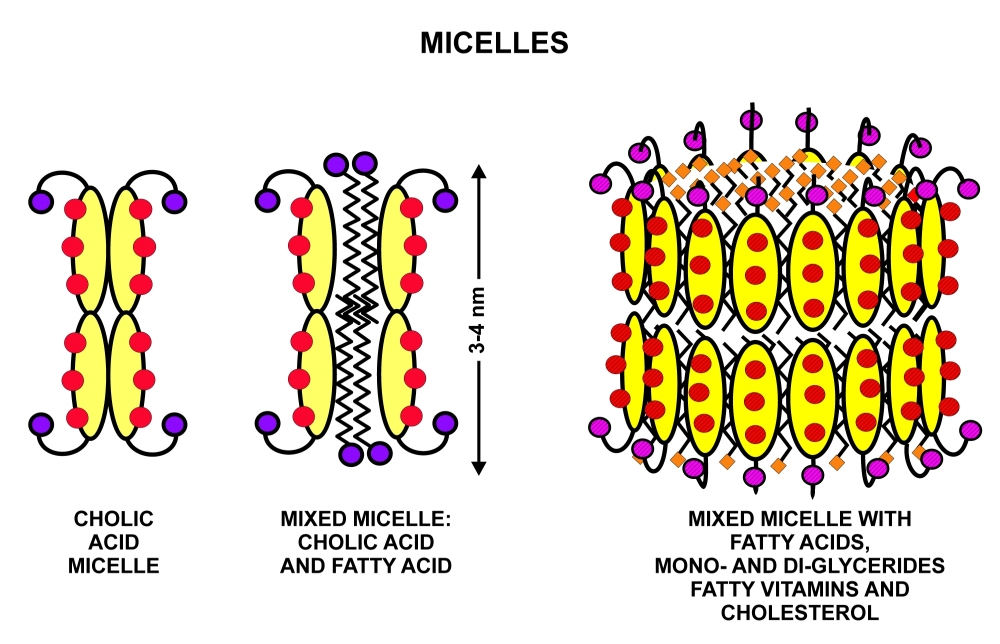
Ilustración diagramática de las micelas formadas en el duodeno en presencia de ácidos biliares y los productos de digestión de las grasas, vitaminas liposolubles y colesterol.

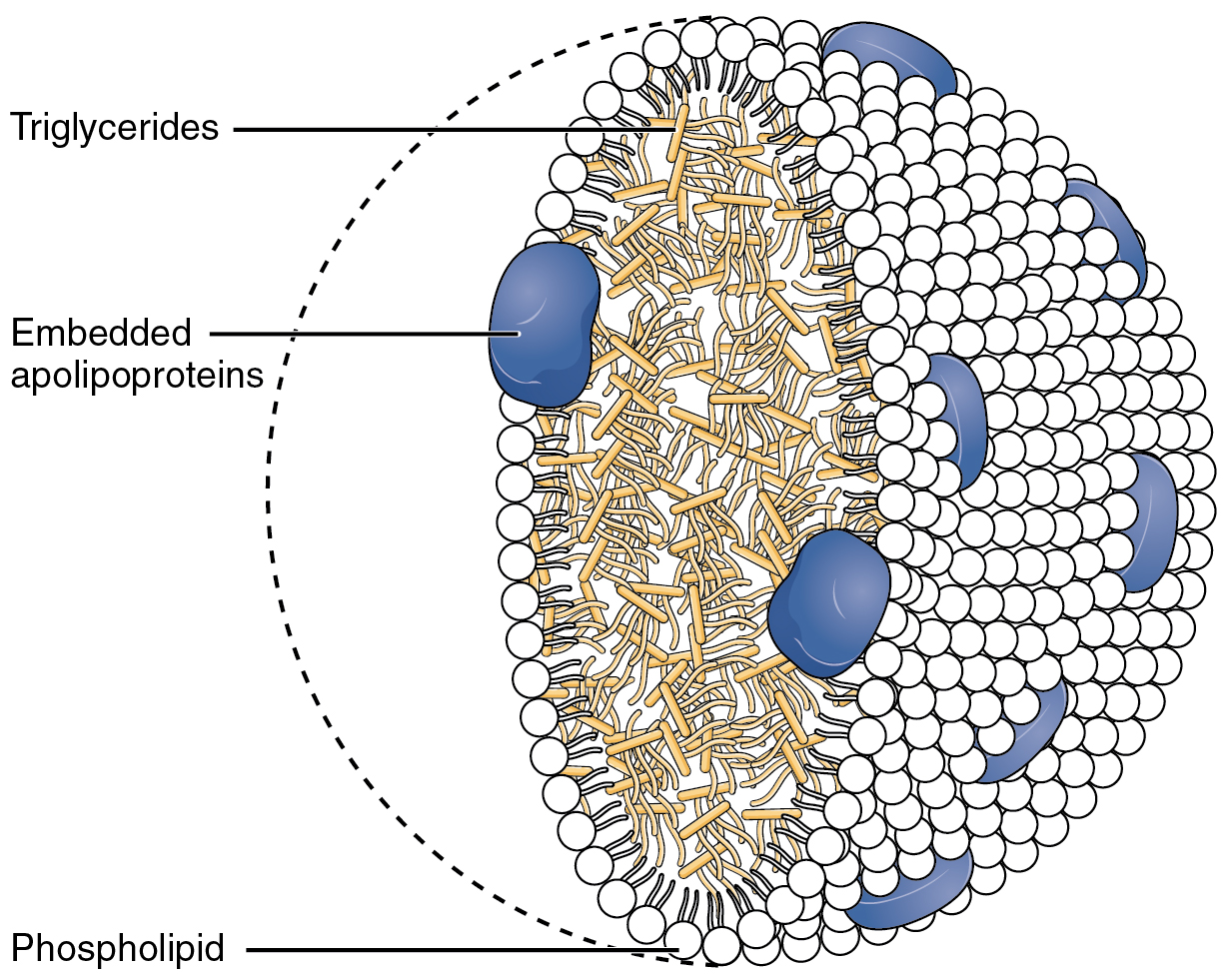
Un diagrama esquemático de un quilomicrón.

## Síntesis de ácidos grasos

Síntesis de ácidos grasos saturados por medio de la ácido graso sintasa II en E. coli